# Parque nacional de Gashaka Gumti
El Parque nacional de Gashaka Gumti (en inglés: Gashaka Gumti National Park) es un parque nacional en el país africano de Nigeria, fue creado a partir de la fusión de dos reservas de caza en 1991 convirtiéndose en el mayor parque nacional de Nigeria. La superficie total abarca unos 6.402 km², la mayor parte del norte del parque es sabana. El sector sur del parque tiene un terreno accidentado que va aproximadamente de 300 m hasta 2.419 m en Chappal Waddi, la montaña más alta de Nigeria. Se trata de una cuenca hidrográfica importante para el río Benue. Hay río con abundante caudal, incluso durante la temporada seca más marcada.